# Muzeum w Tarnowskich Górach
Muzeum w Tarnowskich Górach – jedna z czterech samorządowych instytucji kultury prowadzonych przez Gminę Tarnowskie Góry i jedyne muzeum samorządowe w powiecie tarnogórskim. Jego zbiory liczą blisko 10 tys. eksponatów zgromadzonych w działach: historii, sztuki i etnografii. Oprócz wystaw stałych i czasowych Muzeum organizuje liczne wydarzenia kulturalne, a także prowadzi działalność naukowo-badawczą, wydawniczą i edukacyjną. Instytucja rozpoczęła swoją działalność w 1958 roku.

## Budynek
Muzeum w Tarnowskich Górach zajmuje piętro i poddasze jednej z najstarszych kamienic przy tarnogórskim rynku. Budynek pochodzi prawdopodobnie z XVI wieku, ale był przebudowywany w kolejnych stuleciach. Pierwsze wzmianki o kamienicy pochodzą z 1670 roku. Jej właścicielem był wówczas Christoph Kraker. W kolejnych dekadach budynek wielokrotnie zmieniał właścicieli. W 1805 roku Erdmann Gustav Henckel von Donnersmarck sprzedał go Johannowi Sedlaczkowi, który przeniósł tu swoją winiarnię, istniejącą od 1786 roku. Winiarnia ta nadal działa na parterze kamienicy.
W budynku, mimo licznych przekształceń, zachowano wiele elementów dawnego wnętrza m.in. sklepienia piwnic oraz sieni i pomieszczeń na parterze. Również piętro kamienicy, gdzie znajdują się przestrzenie wystawiennicze Muzeum, wyróżniają cenne elementy wystroju: drewniane, polichromowane stropy, kamienny portal i sklepienie ze stiukowymi zdobieniami. Tradycja głosi, że budynek ten gościł wiele znanych osobistości, które odwiedziły Tarnowskie Góry, m.in. cesarzową austriacką Eleonorę Gonzagę i królów polskich – Jana III Sobieskiego, Augusta II Mocnego i Augusta III.
Od pierwszych lat funkcjonowania Muzeum zabiegano o powiększenie jego zasobów lokalowych. W 2018 roku Rada Miejska w Tarnowskich Górach podjęła uchwałę intencyjną w sprawie utworzenia nowej siedziby Muzeum w Tarnowskich Górach. Szacuje się, że nowy obiekt zostanie oddany do użytku w 2026 roku – na 500-lecie miasta.

## Historia
Zamysł utworzenia muzeum miejskiego powstał już w XIX wieku. W 1886 jeden z mieszkańców Tarnowskich Gór przekazał miastu kolekcję 32 monet z zamiarem zapoczątkowania muzeum numizmatycznego. W 1900 zbiór liczył już 382 eksponaty przechowywane
w magistracie, jednak zaginęły one w nieznanych okolicznościach i czasie.
Do pomysłu tego wrócono dopiero w okresie międzywojennym, gdy Tarnowskie Góry wraz z częścią Górnego Śląska przypadły Polsce. W 1938 burmistrz Fryderyk Antes zwrócił się z prośbą do tarnogórzan o zbieranie zabytkowych przedmiotów, które miały dać początek muzeum regionalnemu. Powołany został komitet z Józefem Piernikarczykiem i Wincentym Zuberem na czele. Celem komitetu było gromadzeniem eksponatów i udostępnianie zwiedzającym podziemi dawnych kopalń rud srebra i ołowiu w Tarnowskich Górach. Muzeum powstać miało w kamienicy przy tarnogórskim rynku, w domu nr 5, gdzie znajduje się założona w XVIII wieku apteka „Pod Białym Aniołem”. Starania te zostały jednak przerwane przez wybuch II wojny światowej. Wiele ze zgromadzonych kolekcji zaginęło podczas działań wojennych i w pierwszych latach powojennych, zaś część została przekazana do Związkowego Muzeum Górniczego w Sosnowcu i Muzeum Górnośląskiego w Bytomiu, które to przekazało je do Muzeum w Zabrzu.
W 1953 powzięto decyzję o utworzeniu Stowarzyszenia Przyjaciół Historii Miasta, które rok później przekształciło się w Stowarzyszenie Miłośników Historii i Zabytków Ziemi Tarnogórskiej, a następnie w Stowarzyszenie Miłośników Ziemi Tarnogórskiej. Jego zadaniem była opieka nad podziemiami i zabytkami oraz urządzenie muzeum miejskiego we współpracy z Muzeum Górnośląskim. Na siedzibę muzeum wybrano dom Sedlaczka. W 1957 rozpoczął się remont budynku, podczas którego odkryto polichromowany strop prawdopodobnie z przełomu XVI i XVII wieku i poddano go konserwacji.
Pierwsza stała ekspozycja w trzech wyremontowanych salach udostępniona została w sierpniu 1958 i wydarzenie to uznaje się za początek działalności Muzeum w Tarnowskich Górach. 1 stycznia 1959 stało się ono tarnogórskim oddziałem Muzeum Górnośląskiego w Bytomiu, a 1 lipca uchwałą Prezydium Wojewódzkiej Rady Narodowej zostało ono przekazane administracyjnie Prezydium Miejskiej Rady Narodowej w Tarnowskich Górach. Od 1990 jest samodzielną instytucją kultury.

## Zbiory
Muzeum gromadzi zbiory w działach historii, etnografii i sztuki z terenu Tarnowskich Gór i powiatu tarnogórskiego.

### Dział Historii

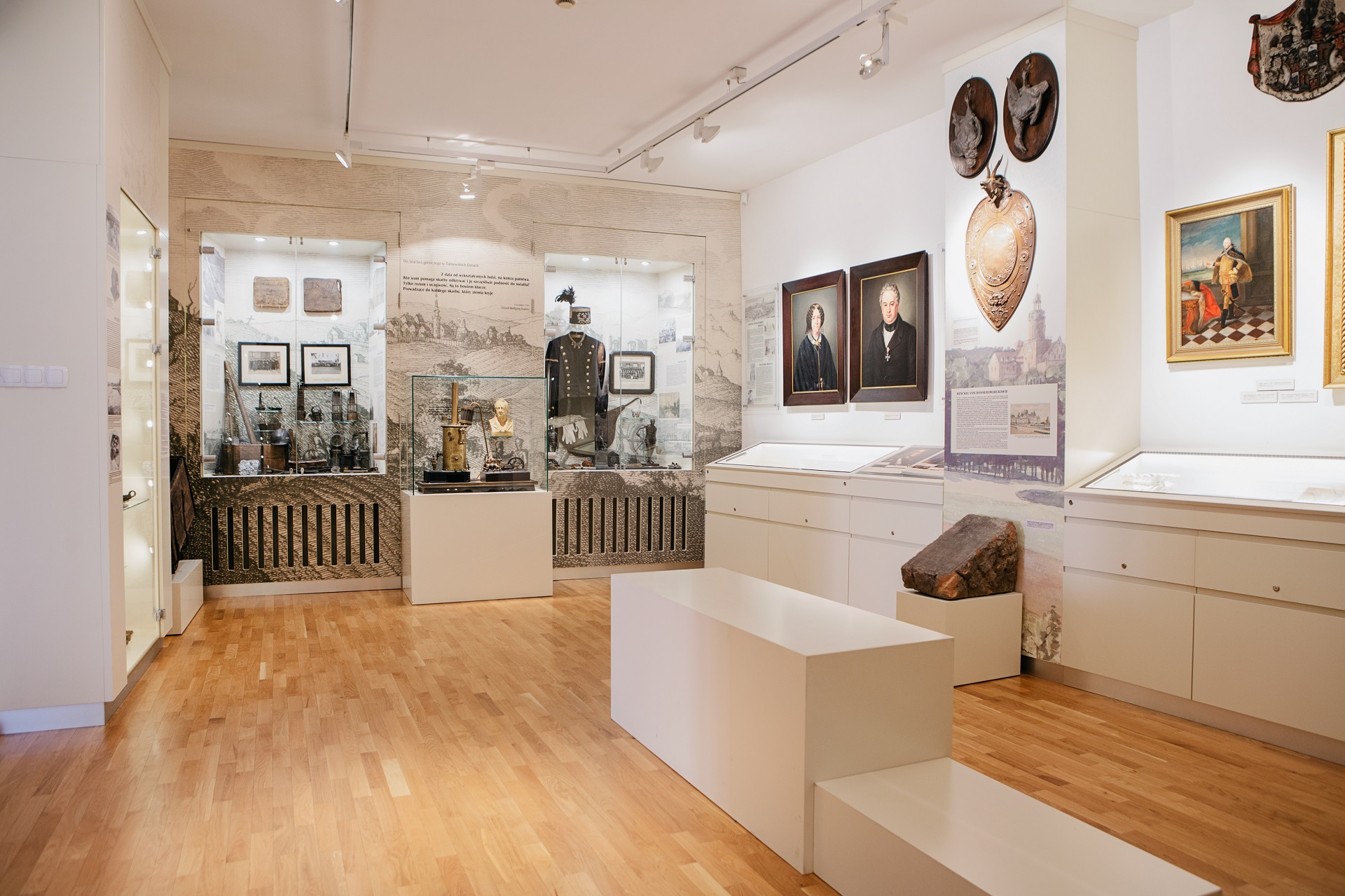
Wystawa Z dziejów Tarnowskich Gór w Muzeum w Tarnowskich Górach

Dział Historii był pierwszym jaki wyodrębniono w strukturze organizacyjnej Muzeum. Obecnie w jego zasobach znajduje się ponad 2500 eksponatów, których większość związana jest z historią regionu tarnogórskiego. Najważniejsze kolekcje Działu Historii obejmują:
- narzędzia górnicze – gromadzone przede wszystkim w latach 50. podczas penetracji dawnych wyrobisk górniczych w okolicach Tarnowskich Gór. Przykładami mogą być: ciżemki dziecięce znalezione w podziemiach, kilofki pamiątkowe pochodzące z obchodów 100-lecia Huty „Fryderyk” w Strzybnicy, wózek górniczy z kopani „Fryderyk” z początku XIX w., mapy górnicze, w tym mapa geologiczna Carnalla z połowy XIX w., modele urządzeń (maszyn górniczych) ze Szkoły Górniczej w Tarnowskich Górach,
- pamiątki powstańcze i plebiscytowe – w dużej mierze pochodzące z konkursu zorganizowanego w latach 1970–1971, którego celem było zgromadzenie przedmiotów nawiązujących do tych wydarzeń. Do tych pamiątek należą m.in. sztandary i proporce z pierwszego powstania śląskiego wykonane w Sowicach i Dąbrówce Wielkiej, sztandary, zdjęcia lokalnych struktur organizacji kombatanckich – Związku Powstańców Śląskich i Związku Weteranów Powstań Śląskich, broń powstańcza, np. kolba karabinu i bagnet Wilhelma Kochanka, przechowane przez niego w ukryciu podczas okupacji hitlerowskiej,
- pamiątki po Bractwie Strzeleckim w Tarnowskich Górach powstałym w 1780 roku, których duża część trafiła do Muzeum po likwidacji majątku brackiego w 1962 roku. Wśród nich: srebrne puchary zamówione we Wrocławiu przez Bractwo na pamiątkę pokoju w Tylży, unikatowe tarcze żałobne nakładane na trumny podczas pogrzebów, pamiątki obchodów 100- i 150-lecia konfraterni oraz zdobywane podczas regionalnych zawodów, odznaki i fotografie członków Bractwa,
- masonika – kolekcja pamiątek po wolnomularzach z terenów całej Europy, w tym po tarnogórskiej loży „Silberfels” (założonej w 1816 r. przez nadradcę górniczego Augusta Boscampa-Lasopolskiego).. Wśród nich: odznaki lóż z Hamburga, Francji, Skandynawii i organizacji parawolnomularskich z Bielska, Krakowa, Lwowa, Szwajcarii, fartuszki obrzędowe i szarfy, szklanice.
- starodruki i druki, w tym najstarsze (pochodzące z XVI wieku) z krakowskich oficyn Schaffenbergów i Łazarzowej, opublikowane w Rzymie w trzech częściach, kolorowane gwaszem miedzioryty z widokami Loggii Watykańskiej wykonane przez Giovanniego Volpato w latach 1774–1776, pierwsze wydanie (z 1832 roku) „Ksiąg narodu polskiego i pielgrzymstwa polskiego” Adama Mickiewicza, mapy Śląska m.in. wykonana przez Abrahama Orteliusa i Fransa Hogenberga według opisu Martina Helwiga z Nysy i wydana przez Jana Baptiste Vrientsa w 1601 w Antwerpii, czy mapa księstwa karniowskiego Johanna Wolfganga Wielanda wydana w Norymberdze w 1736.

### Dział Sztuki

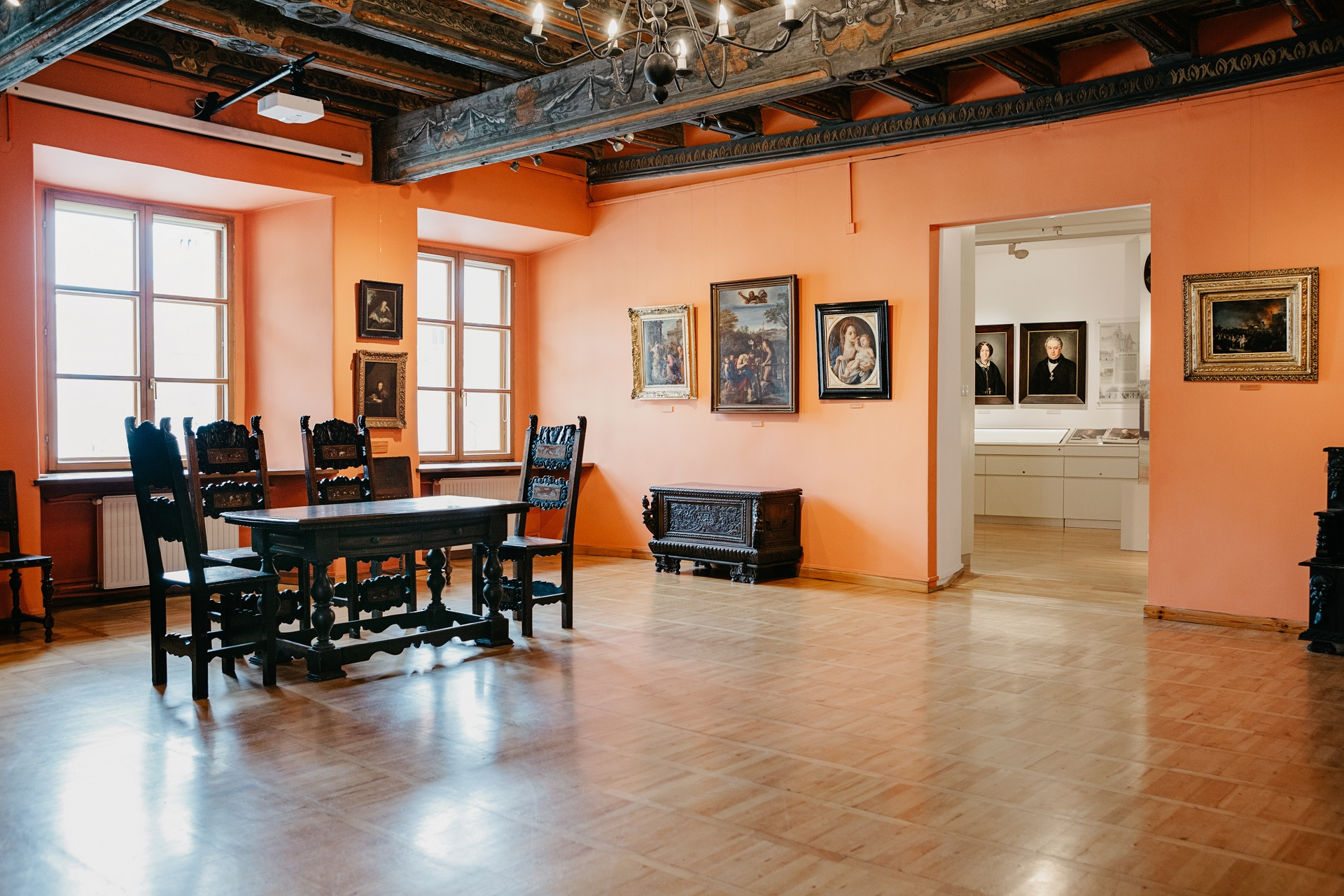
Sala renesansowa w tarnogórskim Muzeum

Zbiory Działu Sztuki – najmniej liczne – wyróżniają się jednak kilkoma interesującymi kolekcjami. Gromadzone są w nim przedmioty
i dzieła sztuki związane z historią i kulturą miasta i powiatu, a także twórczością artystów miejscowych. Znaczniejsze grupy tworzą zbiory malarstwa, rzemiosła artystycznego, a głównie wyrobów cynowych, medalierstwa, sobiesciana, a od niedawna fotografii artystycznej. Najważniejsze kolekcje Działu Sztuki:
- zbiór malarstwa zachodnioeuropejskiego – przechowywana w Muzeum w Tarnowskich Górach kolekcja malarstwa, zakupiona od ks. infułata dr. Michała Lewka, wieloletniego proboszcza parafii Świętych Apostołów Piotra i Pawła w Tarnowskich Górach. W kolekcji przeważają dzieła szkół flamandzkiej, holenderskiej i włoskiej z wieków od XVI do początku XX wieku. Ks. Lewek nabywał obrazy malarzy europejskich (także polskich), korzystając z porady znanego historyka sztuki ks. prof. Szczęsnego Detloffa. Powstała w ten sposób kolekcja prywatna o rzadko spotykanym, bardzo dobrym i wyrównanym poziomie artystycznym. W latach 1965 i 1966 16 najcenniejszych obrazów zostało zakupionych przez Muzeum w Tarnowskich Górach, cztery nabyło Stowarzyszenie Miłośników Ziemi Tarnogórskiej i przekazało je także do Muzeum. Od 2005 w Akademii Sztuk Pięknych w Krakowie prowadzony jest program badawczo-konserwatorski zbioru,
- pamiątki po tarnogórskich cechach,
- sobiesciana – związane z postacią Jana III Sobieskiego, jego czasami i rocznicami bitwy pod Wiedniem,
- prace tarnogórskich plastyków i fotografów.

### Dział Etnografii
Dział Etnografii funkcjonuje w strukturze organizacyjnej Muzeum od 1958 roku, czyli od początku istnienia instytucji. Zbiory etnograficzne obejmują 1440 eksponatów, dokumentację fotograficzną i fonograficzną, archiwalne zapisy źródłowe i opracowania
wywiadów z informatorami oraz protokoły z penetracyjnych badań terenowych. Zgromadzone eksponaty tworzą zwartą kolekcję ilustrującą obraz kultury ludowej ziemi tarnogórskiej. Przeważająca ich część pochodzi z końca XIX i początku XX wieku. Najważniejsze kolekcje Działu Etnografii:
- górnośląskie stroje ludowe,
- meble i sprzęty domowe z XIX w.,
- narzędzia rolnicze,
- przedmioty związane z obrzędowością (m.in. jajka wielkanocne „kroszonki”, szopki, klekotki)
- twórczość artystów nieprofesjonalnych z terenów Tarnowskich Gór i powiatu tarnogórskiego.

## Wystawy stałe
- Sala renesansowa z galerią malarstwa zachodnioeuropejskiego
- Z dziejów Tarnowskich Gór
- Wiwat Jan III Sobieski

## Wydarzenia cykliczne

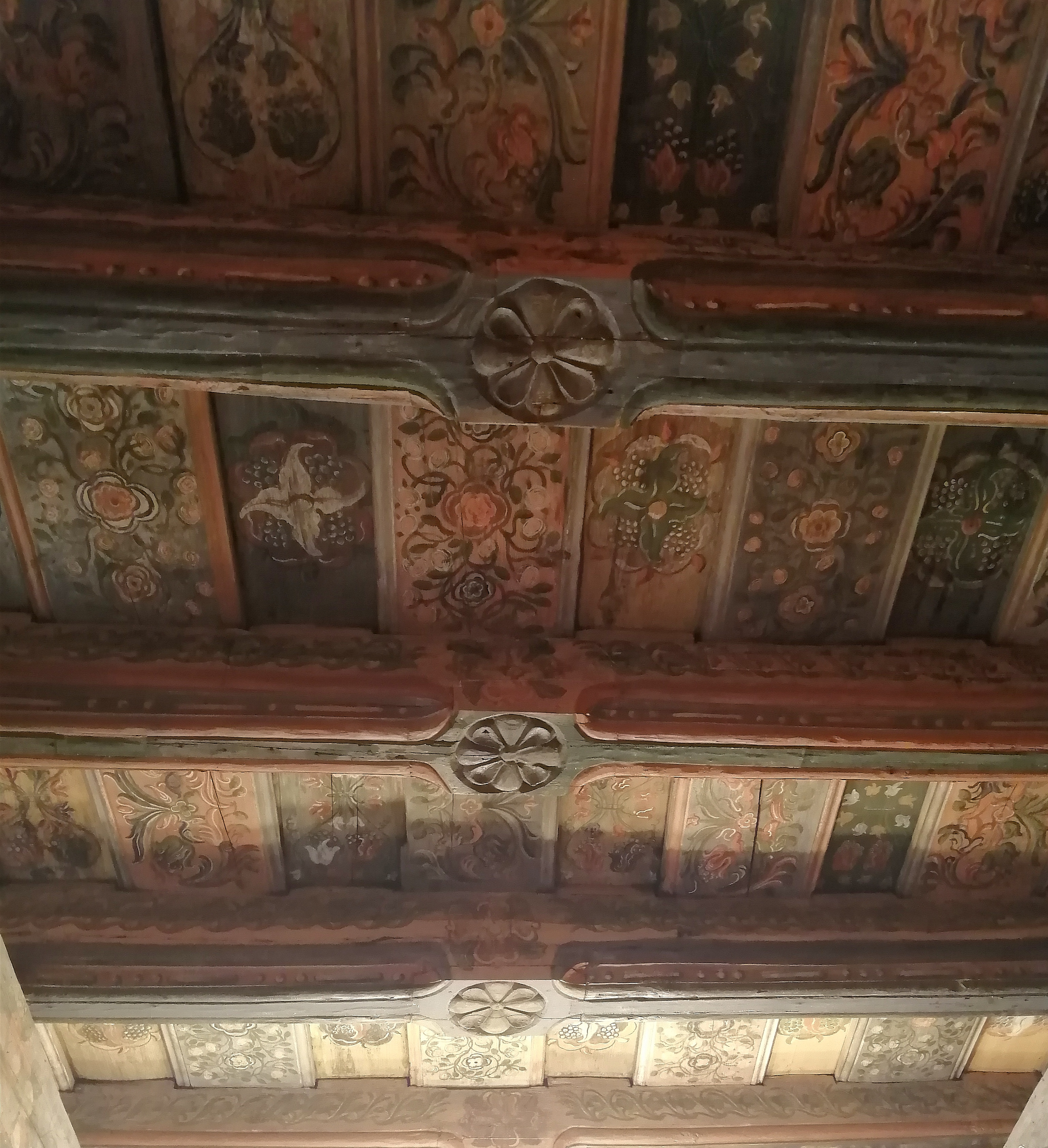
Renesansowy strop w Muzeum w Tarnowskich Górach

### Noc Muzeów
Coroczna impreza skierowana do szerokiego grona odbiorców, organizowana w godzinach wieczornych i nocnych. Programy kolejnych edycji oprócz zwiedzania wystaw obejmują m.in. koncerty, gry miejskie, pokazy filmowe. Od 2006 do 2016 roku odbywała się pod koniec czerwca jako Świętojańska Noc Muzealna. Od 2017 roku organizowana w połowie maja jako Noc Muzeów.

### Koncerty pod renesansowym stropem
Organizowane w wybraną niedzielę każdego miesiąca (z wyjątkiem lipca i sierpnia) i prowadzone przez Jacka Woleńskiego.

### Wieczory pod renesansowym stropem
Spotkania z tarnogórzanami i osobami związanymi z miastem, zasłużonymi w dziedzinie kultury, sztuki i nauki, podczas których prezentowany jest ich dorobek. Spotkania w 1991 r. zapoczątkowała była dyrektor Muzeum Zofia Krzykowska, a prowadził je najpierw Stanisław Wilczek, a następnie tarnogórski publicysta i poeta Krystian Krzemiński.

## Dyrektorzy Muzeum[3]
- 1959–1960 – Barbara Babirecka
- 1960–1991 – Janusz Modrzyński
- 1991–2017 – Zofia Krzykowska
- od 2018 – Beata Kiszel